# Quartet (film, 1948)
Pour plus de détails, voir Fiche technique et Distribution.
Quartet est un film à sketches britannique, sorti en 1948. Chaque sketch fait l'objet d'une introduction à l'écran par William Somerset Maugham.

## Fiche technique
éléments communs aux 4 sketches
- Scénario : Robert Cedric Sherriff
- Direction artistique : Cedric Dawe
- Costumes : Julie Harris
- Photographie : Ray Elton
- Son : Les Hammond, Bill Salter
- Montage : Jean Barker
- Musique : John Greenwood
- Production : Antony Darnborough
- Production déléguée : Sydney Box
- Société de production : Gainsborough Pictures
- Société de distribution : General Film Distributors
- Pays d'origine :  Royaume-Uni
- Langue originale : anglais
- Format : Noir et blanc — 35 mm — 1,37:1 — son mono
- Genre : Film à sketches
- Durée : 120 minutes
- Dates de sortie :
  - Royaume-Uni : 26 octobre 1948
  - France : 26 avril 1950

## Les Faits de la vie

### Synopsis
Henry Garnet permet à son fils d'aller à Monte Carlo mais le met en garde contre le jeu, les dettes et les histoires d'amour. Mais ces conseils ne seront pas suivis.

### Fiche technique
- Titre original : The Facts of Life
- Titre français : Les Faits de la vie
- Réalisation : Ralph Smart
- Scénario d'après la nouvelle La Leçon des choses de William Somerset Maugham

### Distribution
- Basil Radford : Henry Garnet
- Naunton Wayne : Leslie
- Ian Fleming : Ralph
- Jack Raine : Thomas
- Angela Baddeley : Mme Garnet
- James Robertson Justice : Branksome
- Jack Watling : Nicky Garnet
- Mai Zetterling : Jeanne

## Âme d'artiste

### Synopsis
Au grand désespoir de sa famille, George veut devenir un pianiste professionnel. Sa cousine Paula prend sa défense et il se rend à Paris pour étudier. Hélas, lorsque viennent les auditions, c'est un échec. Il se suicide.

### Fiche technique
- Titre original : The Alien Corn
- Titre français : Âme d'artiste
- Réalisation : Harold French
- Scénario d'après la nouvelle Le Pain de l'exil de William Somerset Maugham

### Distribution
- Dirk Bogarde : George Bland
- Raymond Lovell : Sir Frederick Bland
- Irene Browne : Lady Bland
- Honor Blackman : Paula
- George Thorpe : Oncle John
- Mary Hinton : Tante Maud
- Françoise Rosay : Lea Makart
- Maurice Denham : Coroner
- James Hayter : le président du jury
- Marcel Poncin : le français

## Le Cerf-volant

### Synopsis
Lorsque Herbert, un fanatique du cerf-volant, se marie, son épouse insiste pour qu'il abandonne son unique cerf-volant. Ce qui va provoquer une tragédie.

### Fiche technique
- Titre original : The Kite
- Titre français : Le Cerf-volant
- Réalisation : Arthur Crabtree
- Scénario d'après la nouvelle Le Cerf-volant de William Somerset Maugham

### Distribution
- Bernard Lee : Ned Preston
- Frederick Leister : le gouverneur de la prison
- George Merritt : l'officier de la prison
- George Cole : Herbert Sunbury
- David Cole : Herbert, enfant
- Hermione Baddeley : Beatrice Sunbury
- Mervyn Johns : Samuel Sunbury
- Susan Shaw : Betty Baker
- Cyril Chamberlain : le journaliste

## La Femme du Colonel

### Synopsis
Un colonel, dont la femme vient de publier à son insu un livre de poésie acclamé par la critique, cherche à savoir de quoi il s'agit. Un ami lui dit que cela parle de l'amour d'une femme mûre pour un amant décédé. Elle lui avoue que c'est lui qu'elle a pris comme modèle pour le jeune amant.

### Fiche technique
- Titre original : The Colonel's Wife
- Titre français : La femme du Colonel
- Réalisation : Ken Annakin
- Scénario d'après la nouvelle Madame la Colonelle de William Somerset Maugham
- Direction artistique : Norman Arnold
- Directeur de la photographie : Reg Wyer

### Distribution
- Cecil Parker : Colonel George Peregrine
- Nora Swinburne : Mme Evie Peregrine
- J. H. Roberts : West
- Lyn Evans : Bannock
- Cyril Raymond : le passager dans le train
- Claud Allister : un homme au club
- Wilfrid Hyde-White : un homme au club
- Ernest Thesiger : Henry Dashwood
- Henry Edwards : Duc de Heverel
- Linden Travers : Daphné
- Felix Aylmer : Martin
- John Salew : John Coleman

## Autour du film
- Le succès de ce film entraînera le tournage de deux autres films à sketches :
  - Trio de Ken Annakin et Harold French, sorti en 1950
  - Encore de Pat Jackson, Anthony Pelissier et Harold French, sorti en 1951